# Hontianske Nemce
Hontianske Nemce (allemand : Nemtze,  hongrois : Hontnémeti) est un village de Slovaquie situé dans la région de Banská Bystrica.

## Histoire
La première mention écrite du village date de 1256.

## Démographie

### Évolution de la population
| Année:               | 1994. | 2004.   | 2014.   | 2024.   |
| -------------------- | ----- | ------- | ------- | ------- |
| Nombre de personnes: | 1536  | 1498    | 1514    | 1374    |
| Différence:          |       | -2,47 % | +1,06 % | -9,24 % |

| Année:               | 2023. | 2024.   |
| -------------------- | ----- | ------- |
| Nombre de personnes: | 1378  | 1374    |
| Différence:          |       | -0,29 % |

## Personnalités
- Marián Labuda (1944-2018), acteur slovaque